# Hadeninae
Sous-famille
Les Hadeninae sont une sous-famille de lépidoptères nocturnes de la famille des Noctuidae.

## Liste des genres
- Acerra Grote, 1874.
- Achatia Hübner, 1813.
- Achatodes Guénée, 1852.
- Acherdoa Walker, 1865.
- Achytonix McDunnough, 1937.
- Acopa Harvey, 1875.
- Acosmetia Stephens, 1829.
- Acrapex Hampson, 1894.
- Actinotia Hübner, 1821.
- Admetovis Grote, 1873.
- Aeologramma Strand, 1910.
- Afotella Barnes et Benjamin, 1926.
- Agrochola Hübner, 1821.
- Agrotisia Hampson, 1908.
- Allophyes Tams, 1942.
- Ammoconia Lederer, 1857.
- Ammopolia Boursin, 1955.
- Amolita Grote, 1874.
- Amphipoea Billberg, 1820.
- Analetia Calora, 1966.
- Anapoma Berio, 1980.
- Anarta Ochsenheimer, 1816.
- Anathix Franclemont, 1937.
- Andropolia Grote, 1895.
- Anhimella McDunnough, 1943.
- Annaphila Grote, 1873.
- Anorthoa Berio, 1980.
- Anorthodes Smith, 1891.
- Anthracia Hübner, 1823.
- Antitype Hübner, 1821.
- Anycteola Barnes et Benjamin, 1929.
- Apaustis Hübner, 1823.
- Aporophyla Guénée, 1841.
- Apospasta Fletcher, 1959.
- Archanara Walker, 1866.
- Arenostola Hampson, 1910.
- Argyrospila Herrich-Schäffer, 1851.
- Aseptis McDunnough, 1937.
- Atethmia Hübner, 1821.
- Athetis Hübner, 1821.
- Atypha Hübner, 1821.
- Auchmis Hübner, 1821.
- Axenus Grote, 1873.
- Balsa Walker, 1860.
- Barybela Turner, 1944.
- Bathytricha Turner, 1920.
- Bellura Walker, 1865.
- Benjaminiola Strand, 1928.
- Blepharita Hampson, 1907.
- Borbotana Walker, 1858.
- Bornolis Holloway, 1989.
- Brachylomia Hampson, 1906.
- Brachyxanthia Butler, 1878.
- Bryolymnia Hampson, 1910.
- Busseola Thurau, 1904.
- Calamia Hübner, 1821.
- Callixena Saalmüller, 1891.
- Callopistria Hübner, 1821.
- Calophasidia Hampson, 1908.
- Caradrina Ochsenheimer, 1816.
- Cardepia Hampson, 1905.
- Carelis Bowden, 1956.
- Catasema Staudinger, 1888.
- Celaena Stephens, 1829.
- Cephalospargeta Möschler, 1890.
- Ceramica Guénée, 1852.
- Cerapteryx Curtis, 1833.
- Chaetaglaea Franclemont, 1943.
- Charanyca Billberg, 1820.
- Checupa Moore, 1867.
- Chilodes Herrich-Shäffer, 1849.
- Chloantha Boisduval, Rambur et Graslin, 1836.
- Chortodes Tutt, 1897.
- Chytonix Grote, 1874.
- Cleoceris Boisduval, 1836.
- Clethrorasa Hampson, 1908.
- Cobalos Smith, 1899.
- Coenobia Stephens, 1850.
- Conicofrontia Hampson, 1902.
- Conisania Hampson, 1905.
- Conistra Hübner, 1821.
- Conservula Grote, 1874.
- Coranarta Beck, 1991.
- Corythurus Hampson, 1893.
- Cosmia Ochsenheimer, 1816.
- Cosmodes Guénée, 1852.
- Crambodes Guénée, 1852.
- Crocigrapha Grote, 1875.
- Cropia Walker, 1858.
- Crypsedra Warren, 1911.
- Dargida Walker, 1856.
- Dasygaster Guénée, 1852.
- Dasypolia Guénée, 1852.
- Data Walker, 1862.
- Dichonia Hübner, 1821.
- Dictyestra Sugi, 1982.
- Dicycla Guénée, 1852.
- Dioszeghyana Hreblay, 1993.
- Diplonephra Turner, 1920.
- Dipterygina Sugi, 1954.
- Draudtia Barnes et Benjamin, 1926.
- Dryobota Lederer, 1857.
- Dryobotodes Warren, 1910.
- Dryotype Hampson, 1906.
- Dypterygia Stephens, 1829.
- Dyrzela Walker, 1858.
- Eccleta Turner, 1902.
- Egira Duponchel, 1845.
- Elaphria Hübner, 1818.
- Elusa Walker, 1859.
- Emarginea Guénée, 1852.
- Emariannia Benjamin, 1933.
- Enargia Hübner, 1821.
- Engelhardtia Barnes et Benjamin, 1923.
- Enterpia Guénée, 1850.
- Epidemas Smith, 1894.
- Epiglaea Grote, 1878.
- Epipsammia Staudinger, 1879.
- Episema Ochsenheimer, 1816.
- Eremaula Turner, 1942.
- Eremobastis Perez-Lopez et Morente-Benitez, 1996.
- Eremobia Stephens, 1829.
- Eremobina McDunnough, 1937.
- Eremochroa Meyrick, 1897.
- Eremodrina Boursin, 1937.
- Eremohadena Ronkay, Varga et Fabian, 1995.
- Eremopola Warren, 1911.
- Eriopyga Guénée in Boisduval et Guénée, 1852.
- Escaria Grote, 1882.
- Eucarta Lederer, 1857.
- Eucirroedia Grote, 1875.
- Eulepa Walker, 1863.
- Euplexia Stephens, 1829.
- Euplexidia Hampson, 1896.
- Eupsilia Hübner, 1821.
- Euros H. Edwards, 1881.
- Evanina Boursin, 1963.
- Eviridemas Barnes et Benjamin, 1929.
- Evisa Reisser, 1930.
- Fagitana Walker, 1865.
- Faronta Smith, 1908.
- Feliniopsis Roepke, 1938.
- Fishia Grote, 1877.
- Fota Grote, 1882.
- Fotella Grote, 1882.
- Galgula Guénée, 1852.
- Gerarctia Hampson, 1905.
- Gloanna Nye, 1975.
- Gonodes Druce, 1908.
- Gortyna Ochsenheimer, 1816.
- Graphantha Ronkay, Varga et Fabian, 1995.
- Hada Billberg, 1820.
- Hadena Schrank, 1802.
- Hadenella Grote, 1883.
- Hadjina Staudinger, 1892.
- Hadula Staudinger, 1889.
- Haemerosia Boisduval, 1840.
- Harutaeographa Yoshimoto, 1993.
- Hecatera Guénée, 1852.
- Helotropha Lederer, 1857.
- Hemibryomima Barnes et Benjamin, 1927.
- Hemiglaea Sugi, 1980.
- Heminocloa Barnes et Benjamin, 1924.
- Hemioslaria Barnes et Benjamin, 1924.
- Heterophysa Boursin, 1953.
- Hexorthodes McDunnough, 1943.
- Hillia Grote, 1883.
- Himella Grote, 1874.
- Homoanarta Barnes et Benjamin, 1923.
- Homorthodes McDunnough, 1943.
- Hooglaea Morrison, 1876.
- Hoplodrina Boursin, 1937.
- Hyalobole Warren, 1913.
- Hydraecia Guénée, 1841.
- Hydroeciodes Hampson, 1905.
- Hyperepia Barnes et Lindsey, 1922.
- Hypobarathra Hampson, 1905.
- Hypocoena Hampson, 1908.
- Hypoperigea Hampson, 1908.
- Hyppa Duponchel, 1845.
- Hyssia Guénée, 1845.
- Iambia Walker, 1863.
- Iodopepla Franclemont, 1964.
- Ipimorpha Hübner, 1821.
- Janthinea Guénée, 1852.
- Jodia Hübner, 1818.
- Karana Moore, 1882.
- Kisegira Hreblay et Ronkay, 1999.
- Lacanobia Billberg, 1820.
- Lacinipolia McDunnough, 1937.
- Lasionycta Aurivillius, 1892.
- Lemmeria Barnes et Benjamin, 1926.
- Leucania Ochsenheimer, 1816.
- Leucochlaena Hampson, 1906.
- Lignispalta Holloway, 1989.
- Litholomia Grote, 1875.
- Lithomoia Hübner, 1821.
- Lithophane Hübner, 1821.
- Lithopolia Yoshimoto, 1993.
- Lomilysis Franclemont, 1937.
- Lophocalama Hampson, 1908.
- Lophoceramica Dyar, 1908.
- Luperina Boisduval, 1829.
- Macronoctua Grote, 1874.
- Magusa Walker, 1857.
- Mamestra Ochsenheimer, 1816.
- Mammifrontia Barnes et Lindsey, 1922.
- Manga Bowden, 1956.
- Maraschia Osthelder, 1933.
- Marilopteryx Blanchard et Franclemont, 1982.
- Meganephria Hübner, 1820.
- Melanchra Hübner, 1820.
- Meropleon Dyar, 1924.
- Mervia Daricheva, 1961.
- Mesapamea Heinicke, 1959.
- Mesogona Boisduval, 1840.
- Mesoligia Boursin, 1965.
- Mesorhynchaglaea Sugi, 1980.
- Mesotrosta Lederer, 1857.
- Metaxaglaea Franclemont, 1937.
- Methorasa Moore, 1881.
- Metopiora Meyrick, 1902.
- Metopodicha Draudt, 1936.
- Micrathetis Hampson, 1908.
- Mimobarathra Barnes et McDunnough, 1915.
- Minofala Smith, 1905.
- Miodera Smith, 1908.
- Miracavira Franclemont, 1937.
- Mniotype Franclemont, 1941.
- Mormo Ochsenheimer, 1816.
- Morrisonia Grote, 1874.
- Mudaria Moore, 1893.
- Musothyma Meyrick, 1897.
- Mythimna Ochsenheimer, 1816.
- Nacopa Barnes et Benjamin, 1924.
- Narthecophora Smith, 1900.
- Nedra Clarke, 1940.
- Neleucania Smith, 1902.
- Neophaenis Hampson, 1908.
- Nephelodes Guénée, 1852.
- Neumoegenia Grote, 1882.
- Nonagria Ochsenheimer, 1816.
- Nyctycia Hampson, 1906.
- Ogdoconta Butler, 1891.
- Oligia Hübner, 1821.
- Ommatostola Grote, 1873.
- Omphaloscelis Hampson, 1906.
- Orbona Hübner, 1821.
- Oria Hübner, 1821.
- Orthodes Guénée in Boisduval et Guénée, 1852.
- Orthosia Ochsenheimer, 1816.
- Owadaglaea Hacker et Ronkay, 1997.
- Oxytripia Staudinger, 1871.
- Pachetra Guénée, 1841.
- Pachypolia Grote, 1874.
- Pachythrix Turner, 1942.
- Panolis Hübner, 1821.
- Pansemna Turner, 1920.
- Papaipema Smith, 1899.
- Papestra Sukhareva, 1973.
- Paradiopa Prout, 1928.
- Paradrina Boursin, 1937.
- Paranataelia Draudt, 1935.
- Parapamea Bird, 1927.
- Parastichtis Hübner, 1821.
- Paratrachea Hampson, 1908.
- Paromphale Hampson, 1908.
- Peraniana Strand, 1942.
- Perigonica Smith, 1890.
- Perigrapha Lederer, 1857.
- Persectania Hampson, 1905.
- Phidrimane Kononenko, 1989.
- Phlogophora Treitschke, 1825.
- Phoebophilus Staudinger, 1888.
- Phosphila Hübner, 1818.
- Photedes Lederer, 1857.
- Phragmatiphila Hampson, 1908.
- Phuphena Walker, 1858.
- Platyperigea Smith, 1894.
- Platypolia Grote, 1895.
- Platyprosopa Warren, 1913.
- Podagra Smith, 1902.
- Poecopa Bowden, 1956.
- Poeonoma Tams et Bowden, 1953.
- Polia Ochsenheimer, 1816.
- Polymixis Hübner, 1820.
- Polyphaenis Boisduval, 1840.
- Polytela Guénée, 1852.
- Prochloridea Barnes et McDunnough, 1911.
- Prometopus Guénée, 1852.
- Properigea Barnes et Benjamin, 1926.
- Prospalta Walker, 1858.
- Prothrinax Hampson, 1908.
- Protoperigea McDunnough, 1937.
- Protorthodes McDunnough, 1943.
- Proxenus Herrich-Schäffer, 1850.
- Psectraglaea Hampson, 1906.
- Pseudanarta Grote, 1878.
- Pseudanthoecia Smith, 1883.
- Pseudenargia Boursin, 1956.
- Pseudobryomima Barnes et Benjamin, 1927.
- Pseudoedaleosia Strand, 1924.
- Pseudoglaea Grote, 1876.
- Pseudohadena Alpheraky, 1889.
- Pseudorthodes Morrison, 1874.
- Pseudoxestia Boursin, 1953.
- Pyreferra Franclemont, 1927.
- Pyrois Hübner, 1820.
- Rhizagrotis Smith, 1890.
- Rhizedra Warren, 1911.
- Rhynchaglaea Hampson, 1906.
- Rileyiana Moucha et Chávala, 1963.
- Rusina Stephens, 1829.
- Saragossa Staudinger, 1900.
- Sasunaga Moore, 1881.
- Sciomesa Tams et Bowden, 1953.
- Scotochrosta Lederer, 1857.
- Scotogramma H. Edwards, 1887.
- Scythocentropus Speiser, 1902.
- Sedina Urbahn, 1933.
- Selicanis Smith, 1900.
- Senta Stephens, 1834.
- Sericaglaea Franclemont, 1941.
- Sesamia Guénée in Boisduval et Guénée, 1852.
- Sidemia Staudinger, 1892.
- Sideridis Hübner, 1821.
- Sparkia Nye, 1975.
- Spartiniphaga McDunnough, 1937.
- Speia Tams et Bowden, 1953.
- Speocropia Hampson, 1908.
- Spodoptera Guénée, 1852.
- Spudaea Snellen, 1867.
- Staurophora Reichenbach, 1817.
- Stenopterygia Hampson, 1908.
- Stibaera Walker, 1857.
- Stretchia H. Edwards, 1874.
- Sutyna Todd, 1958.
- Synorthodes Franclemont, 1976.
- Syntheta Turner, 1902.
- Teratoglaea Sugi, 1958.
- Thalpophila Hübner, 1820.
- Thegalea Turner, 1920.
- Tholera Hübner, 1821.
- Thurberiphaga Dyar, 1920.
- Tiliacea Tutt, 1896.
- Tiracola Moore, 1881.
- Trachea Ochsenheimer, 1816.
- Tracheoides Prout, 1926.
- Trichagrotis McDunnough, 1929.
- Trichocerapoda Benjamin, 1932.
- Trichoclea Grote, 1883.
- Trichocosmia Grote, 1883.
- Trichofeltia McDunnough, 1929.
- Tricholita Grote, 1875.
- Trichopolia Grote, 1883.
- Trichordestra McCabe, 1980.
- Trichorthosia Grote, 1883.
- Tridentifrons Warren, 1912.
- Tridepia McDunnough, 1937.
- Trigonophora Hübner, 1821.
- Tringilburra Lucas, 1901.
- Trudestra McDunnough, 1937.
- Turanica Boursin, 1963.
- Ulochlaena Lederer, 1857.
- Ulolonche Smith, 1888.
- Ursogastra Smith, 1906.
- Valeria Stephens, 1829.
- Vietteania Rungs, 1955.
- Walterella Dyar, 1921.
- Xanthia Ochsenheimer, 1816.
- Xenotrachea Sugi, 1958.
- Xylena Ochsenheimer, 1816.
- Xylomoia Staudinger, 1892.
- Xylopolia Sugi, 1982.
- Xylostola Hampson, 1908.
- Xylotype Hampson, 1906.
- Xystopeplus Franclemont, 1937.
- Yepcalphis Nye, 1975.
- Yula Bethune-Baker, 1906.
- Zosteropoda Grote, 1874.
- Zotheca Grote, 1874.

## Liste des tribus et genres
Selon BioLib (14 mars 2018) :
- tribu Eriopygini
- tribu Hadenini
- tribu Orthosiini

- Genres : 
  - Ablita Dyar, 1914
  - Acerra Grote, 1874
  - Achatodes Guenée, 1852
  - Achytonix McDunnough, 1937
  - Acopa Harvey, 1875
  - Acroria Walker, 1858
  - Aeologramma Strand, 1910
  - Afotella Barnes & Benjamin, 1926
  - Ammopolia Boursin, 1955
  - Amolita Grote, 1874
  - Anartomima Boursin, 1952
  - Anorthodes Smith, 1891
  - Anthracia Hübner, 1823
  - Anycteola Barnes & Benjamin, 1929
  - Aporophyla Guenée, 1841
  - Apospasta Fletcher, 1959
  - Atethmia Hübner, 1821
  - Athetis Hübner, 1821
  - Atypha Hübner, 1821
  - Auchmis Hübner, 1821
  - Axenus Grote, 1873
  - Bouda Dyar, 1918
  - Brachylomia Hampson, 1906
  - Brachyxanthia Butler, 1878
  - Caradrina Ochsenheimer, 1816
  - Cephalospargeta Möschler, 1890
  - Chabuata Walker, 1858
  - Charanyca Billberg, 1820
  - Checupa Moore, 1867
  - Chilodes Herrich-Schäffer, 1849
  - Clavipalpa Joicey & Talbot in Joicey, Noakes & Talbot, 1916
  - Cleoceris Boisduval, 1836
  - Closteromorpha Felder in Felder & Rogenhofer, 1874
  - Conistra Hübner, 1821
  - Corythurus Hampson, 1893
  - Craterestra Hampson, 1905
  - Crocigrapha Grote, 1875
  - Crosia Dupont, 1910
  - Dantona Walker, 1859
  - Dargida Walker, 1856
  - Dasygaster Guenée in Boisduval & Guenée, 1852
  - Dasypolia Guenée, 1852
  - Dichonia Hübner, 1821
  - Dictyestra Sugi, 1982
  - Dicycla Guenée, 1852
  - Draudtia Barnes & Benjamin, 1926
  - Dryobota Lederer, 1857
  - Dryobotodes Warren, 1911
  - Dypterygia Stephens, 1829
  - Dyrzela Walker, 1858
  - Elaphria Hübner, 1821
  - Elusa Walker, 1859
  - Emarginea Guenée, 1852
  - Emariannia Benjamin, 1933
  - Enargia Hübner, 1821
  - Epipsammia Staudinger, 1879
  - Episema Ochsenheimer, 1816
  - Eremochlaena Boursin, 1953
  - Eremopola Warren, 1911
  - Eriopygodes Hampson, 1905
  - Escaria Grote, 1882
  - Eumuelleria Dyar, 1918
  - Euplexia Stephens, 1829
  - Euplexidia Hampson, 1896
  - Eupsilia Hübner, 1821
  - Eviridemas Barnes & Benjamin, 1929
  - Evisa Reisser, 1930
  - Faronta Smith, 1908
  - Fota Grote, 1882
  - Fotopsis Dyar, 1918
  - Galgula Guenée, 1852
  - Gerarctia Hampson, 1905
  - Gloanna Nye, 1975
  - Graphania Hampson, 1905
  - Graphantha L. Ronkay, Varga & Fabian, 1995
  - Griposia Tams, 1939
  - Hadenella Grote, 1883
  - Heliophobus Boisduval, 1829
  - Hemioslaria Barnes & Benjamin, 1924
  - Heterochroma Guenée in Boisduval & Guenée, 1852
  - Heterophysa Boursin, 1953
  - Hillia Grote, 1883
  - Hoplodrina Boursin, 1937
  - Iambia Walker, 1863
  - Ipimorpha Hübner, 1821
  - Janthinea Guenée, 1852
  - Jodia Hübner, 1818
  - Kocakina Özdikmen & Seven, 2006
  - Leucania Ochsenheimer, 1816
  - Leucochlaena Hampson, 1906
  - Lithophane Hübner, 1821
  - Magellana Staudinger, 1899
  - Maraschia Osthelder, 1933
  - Margelana Staudinger, 1888
  - Meganephria Hübner, 1821
  - Mesogona Boisduval, 1840
  - Metopiora Meyrick, 1902
  - Micrathetis Hampson, 1908
  - Minofala Smith, 1905
  - Mniotype Franclemont, 1941
  - Monoptya Hampson, 1908
  - Monostola Alphéraky, 1892
  - Mythimna Ochsenheimer, 1816
  - Nacopa Barnes & Benjamin, 1924
  - Narthecophora Smith, 1900
  - Nephelistis Hampson, 1905
  - Nephelodes Guenée, 1852
  - Orbona Hübner, 1821
  - Paradiopa Prout, 1928
  - Paraegle Hampson, 1908
  - Paranataelia Draudt, 1935
  - Parastichtis Hübner, 1821
  - Pastona Walker, 1858
  - Perigonica Smith, 1890
  - Persectania Hampson, 1905
  - Phidrimana Kononenko, 1989
  - Phoebophilus Staudinger, 1888
  - Podagra Smith, 1902
  - Poliodestra Hampson, 1905
  - Polymixis Hübner, 1820
  - Polyphaenis Boisduval, 1840
  - Prochloridea Barnes & McDunnough, 1911
  - Prothrinax Hampson, 1908
  - Protoperigea McDunnough, 1937
  - Proxenus Herrich-Schäffer, 1850
  - Pseudenargia Boursin, 1956
  - Rileyiana Moucha & Chávala, 1963
  - Scotochrosta Lederer, 1857
  - Scotogramma H. Edwards, 1887
  - Scriptania Hampson, 1905
  - Scythocentropus Speiser, 1902
  - Sparkia Nye, 1975
  - Spudaea Snellen, 1867
  - Stibaera Walker, 1857
  - Thalpophila Hübner, 1820
  - Thurberiphaga Dyar, 1920
  - Tiliacea Tutt, 1896
  - Tiracola Moore, 1881
  - Trachea Ochsenheimer, 1816
  - Tracheoides Prout, 1926
  - Trichocerapoda Benjamin, 1932
  - Trichocosmia Grote, 1883
  - Tridepia McDunnough, 1937
  - Trigonophora Hübner, 1821
  - Trudestra McDunnough, 1937
  - Tycomarptes Fletcher, 1961
  - Ulochlaena Lederer, 1857
  - Valeria Stephens, 1829
  - Walterella Dyar, 1921
  - Xanthia Ochsenheimer, 1816
  - Xanthiria Hampson, 1908
  - Xenotrachea Sugi, 1958
  - Xylostola Hampson, 1908
  - Yepcalphis Nye, 1975
  - Yula Bethune-Baker, 1906